# Resolució 2142 del Consell de Seguretat de les Nacions Unides
La Resolució 2142 del Consell de Seguretat de les Nacions Unides fou adoptada per unanimitat el 5 de març de 2014. Després de recordar les resolucions 751 (1992), 1907 (2009) i 2111 (2013), el Consell va ampliar l'exempció de l'embargament d'armes vigent contra el país des de 1992 a les forces de seguretat de Somàlia, durant set mesos, fins al 25 d'octubre de 2014.

## Observacions
El Consell va observar que el govern somali havia pres mesures per gestionar millor les seves pròpies armes. El tràfic d'armes i l'abús d'aquestes armes van desestabilitzar la regió al voltant de Somàlia. Les condicions establertes a la resolució 2111 per a l'abolició parcial de l'embargament (per als serveis de seguretat) no es complien plenament, ja que s'enviaven armes i municions, entre d'altres, a l'organització terrorista somali Al-Xabab. Els Estats membres també havien de respectar l'embargament i prevenir dels lliuraments il·legals d'armes a Somàlia. S'estrenyen les mesures per a la supervisió de les armes dels serveis de seguretat.

## Actes
Tot i confirmar-se l'embargament d'armes a Somàlia imposat a la Resolució 733, els serveis de seguretat somalis en van ser exclosos fins al 25 d'octubre de 2014. El govern somali era obligat a informar detalladament sobre cada enviament al Comitè que supervisava l'embargament. Després s'havia de descriure amb detall el lliurament, inclosa la unitat i el lloc de destinació.
Es va demanar al govern somali que proporcionés un informe abans del 13 de juny de 2014 i un altre abans del 13 de setembre de 2014 que descrigués totes les seves forces amb noms de comandants, llocs de la seu, estatus de la milícia, arsenals i procediments per utilitzar armes. Es va demanar al Secretari General que proposés opcions d'orientació tècnica a Somàlia sobre la gestió de les armes.